# Hoya del Campo
Hoya del Campo es una pedanía perteneciente al municipio de Abarán de la Región de Murcia, perteneciente a la comarca de la Vega Alta del Segura, aunque la localidad se sitúa fuera del valle fluvial, a los pies de la Sierra de la Pila. 
Cuenta con 1.458 habitantes (CREM 2022 ). Dista 37 km de la ciudad de Murcia, y 8 km del pueblo de Abarán. Su término tiene una extensión de 160 km².

## Geografía
Situada fuera del valle del Segura, en la llanura previa a la Sierra de la Pila, zona antiguamente de secano convertida al regadío gracias a los aportes del Trasvase Tajo Segura, siendo una zona de importante actividad agraria.